# Max Faulkner
Herbert Gustavus Max Faulkner OBE (Bexhill, 29 juli 1916 – 26 februari 2005) was een Engelse beroepsgolfer
Faulkners vader was golfleraar en had een eigen golfbaan in Selsey. Tijdens de Tweede Wereldoorlog diende hij bij de RAF waar hij de conditietraining verzorgde.
De golfcarrière van Faulkner ontwikkelde zich in de periode tussen de Tweede Wereldoorlog en de oprichting van de Europese PGA Tour, hoewel hij in 1973 en 1974 nog een paar toernooien op de Tour speelde. Hij won zestien toernooien in Europa. Toen hij het Portugees Open won, was hij al 52 jaar en hoorde eigenlijk al bij de Seniors.
Zijn belangrijkste overwinning was het Brits Open in 1951. Het werd voor de eerste en laatste keer buiten Groot-Brittannië gespeeld. Hij won met een score van drie onder par.
Faulkner nam zelden het toegestane aantal van veertien golfclubs mee. Hij was een van de eerste spelers die opzettelijk een 'hook' of een 'slice' kon slaan, maar hij schijnt een collectie van 300 putters te hebben gehad, altijd op zoek naar de beste resultaten.
In 2001 werd Faulkner onderscheiden met de benoeming tot Officier in de Orde van het Britse Rijk. Hij overleed in 2005.

## Gewonnen
- 1950: Sunningdale Foursomes
- 1951: Brits Open, British Masters
- 1952: Spaans Open
- 1953: Spaans Open, News of the World Match Play
- 1957: Spaans Open
- 1968: Portugees Open

#### Seniors
- 1968: PGA Seniors Championship
- 1970: PGA Seniors Championship

#### Teams
- Penfold Toernooi: 1949 (met John Burton)
- Ryder Cup: 1947, 1949, 1951, 1953, 1957 (winnaars)

## Trivia
- Max Faulkner werd door zijn kleindochter ook wel Moosh of Mooshtie genoemd .
- Hij viel graag op, en droeg kleurrijke plus-four broeken.
- Het Penfold Toernooi heeft bestaan van 1932-1974. Alleen in 1949 werd het toernooi in matchplay gespeeld.